# Attobrou
Attobrou este o comună din regiunea Agnéby, Coasta de Fildeș.